# نیتان لارسن
نیتان لارسن (انگلیسی: Nathan Larson؛ زادهٔ ۱۲ سپتامبر ۱۹۷۰) نویسنده، موسیقی‌دان، خواننده، ترانه‌سرا و نوازندهٔ گیتار اهل ایالات متحده آمریکا و بنیان‌گذار «لومن پراجکت» است. رمان نخست در مه ۲۰۱۱ منتشر شد. او برای بیش از ۶۰ فیلم و سریال آهنگسازی نموده است.
از فیلم‌ها یا مجموعه‌های تلویزیونی که وی در آن‌ها نقش داشته است، می‌توان به چیزهای زیبای کثیف اشاره نمود.